# 奥尔梅迪利亚德亚拉尔孔
奥尔梅迪利亚德亚拉尔孔，是西班牙卡斯蒂利亚-拉曼恰昆卡省的一个市镇。总面积39平方公里，总人口163人（2001年），人口密度4人/平方公里。